# Liste de jeux vidéo Tortues Ninja
Le développement de jeux vidéo reprenant l'univers des Tortues Ninja a été confié dès la fin des années 1980 à Konami Corporation. Cependant, depuis 2006, c'est Ubisoft qui détient la licence.